# Liga dos membros da Dieta
A Liga dos membros da Dieta que acreditam nos objectivos da Guerra Santa foi um movimento político, criado na Câmara dos Representantes da Dieta do Japão em 25 de março de 1940, para demonstrar apoio à política do governo japonês de prosseguir com a Segunda Guerra Sino-Japonesa. Esta iniciativa também foi uma reação contra um discurso de Saito Takao, do partido Rikken Minseito, no qual ele proferia questionamentos contrários as políticas agressivas do governo japonês na China continental.
A estabilishment oficial tomou medidas, incluindo a criação deste grupo, e tentou censurar "duvidas" públicas. O orador (Saito) foi censurado no Parlamento, e expulso da câmara (e de seu próprio partido), para dar um exemplo. Seus membros incluíam um total de 250 membros ativos na Câmara dos Representantes do Parlamento. Eles representavam todos os partidos políticos do período. Este agrupamento empurrado para os seus membros devem ser considerados "leais" políticos em causa militaristas, diferindo Saito, que foi considerado um traidor à nação e os valores reais do país.
O grupo publicou uma declaração em aberto: "Congratulamo-nos com os quatro anos de campanha sagrada, em que as ações dos nossos soldados corajosos, com o zelo e apoio das pessoas em frente a casa, que teve como objetivo dar um golpe fatal para a Chiang corruptos regime Kai-shek, e criaram no interior das massas chinesas um sentimento em favor do Japão e os desejos de paz."